# Indexicalidade
Indexicalidade é, em semiótica, em antropologia linguística e em filosofia da linguagem, o fenômeno de um signo apontando para (ou indexando) algum objeto no contexto em que ocorre. Um signo que significa indexicamente é chamado de índice ou, na filosofia, um indexical.
O conceito moderno se origina na teoria semiótica de Charles Sanders Peirce, na qual a indexicalidade é uma das três modalidades fundamentais de signos pelos quais um signo se relaciona com seu referente, sendo as demais a iconicidade e a antropologia simbólica. O conceito de Peirce foi adotado e estendido por várias tradições acadêmicas do século XX, incluindo as de linguística pragmática,:55–57 antropologia linguística, e filosofia Anglo-Americana das línguas.
Palavras e expressões de uma língua freqüentemente derivam parte do significado referencial da indexicalidade. Por exemplo, eu refere-se indexicamente à entidade que está falando; agora refere-se indexicamente a um período de tempo incluindo o momento em que a palavra é falada; e aqui refere-se indexicamente a um quadro local, incluindo o local onde a palavra é dita. Expressões linguísticas que se referem indexicamente são conhecidas como deíxicas, que formam uma subclasse específica de sinais indexados, embora exista alguma variação terminológica entre as tradições acadêmicas.
Os signos lingüísticos também podem derivar num significado não referencial da indexicalidade, por exemplo, quando os recursos do registro sociolinguística de um falante sinalizam indexicamente sua classe social. Esses sinais não lingüísticos também podem exibir indexicalidade: por exemplo, um dedo indicador pode indexar (sem se referir a) algum objeto na direção da linha implicada pela orientação do dedo, como fumaça pode indexar o presença de um incêndio.
Na lingüística e na filosofia da linguagem, o estudo da indexicalidade tende a se concentrar especificamente em dêixis, enquanto na semiótica e na antropologia geralmente se dá igual atenção à indexicalidade não referencial, incluindo a indexicalidade totalmente não lingüística.

## Em pragmática linguística
Na lingüística disciplinar, a indexicalidade é estudada na subdisciplina da pragmática. Especificamente, a pragmática tende a se concentrar em deíticos - palavras e expressões da linguagem que derivam parcialmente do significado referencial da indexicalidade - uma vez que essas são consideradas como "[a] maneira mais óbvia pela qual a relação entre linguagem e o contexto é refletido nas estruturas das próprias línguas" : 54 De fato, na linguística, os termos  dêixis  e  indexicalilidade são frequentemente tratados como sinônimos, a única distinção sendo que o primeiro é mais comum em linguística e o segundo em filosofia da linguagem.:55 Esse uso contrasta com o da antropologia linguística, que distingue dêixis como uma subclasse específica de indexicalidade.

## Na antropologia linguística
O conceito de indexicalidade foi introduzido na literatura de antropologia linguística por Michael Silverstein em um artigo fundamental de 1976, "Shifters, Categorias Linguísticas e Descrição Cultural ". Silverstein baseia-se na "tradição que se estende de Peirce a [Roman Jakobson" do pensamento sobre fenômenos de signos para propor um arcabouço teórico abrangente para entender a relação entre linguagem e cultura, objeto de estudo da moderna antropologia sociocultura. Essa estrutura, embora também se baseie fortemente na tradição da lingüística estrutural fundada por Ferdinand de Saussure, rejeita as outras abordagens teóricas conhecidas como estruturalismo, que tentaram projetar o método “saussuriano” de análise linguística em outros domínios da cultura, como parentesco e casamento (ver [antropologia estrutural]]), literatura (ver crítica semiótica literária), música, cinema e outros. Silverstein afirma que "esse aspecto da linguagem que tradicionalmente foi analisado pela lingüística e serviu de modelo" para esses outros estruturalismos "é apenas a parte funcionalmente única entre os fenômenos da cultura". É a indexicalidade, não a gramática “saussuriana”, que deve ser vista como o fenômeno semiótico que a linguagem tem em comum com o restante da cultura..:12; 20–21
Silverstein argumenta que a tradição saussuriana de análise lingüística, que inclui a tradição da lingüística estrutural nos Estados Unidos fundada por Leonard Bloomfield e incluindo o trabalho de Noam Chomsky e a gramática contemporânea, tem limitou-se a identificar "a contribuição de elementos de enunciados para o referencial ou valor denotativo do todo", isto é, a contribuição feita por alguma palavra, expressão ou outro elemento linguístico para a função de formar "proposições - predicações descritivas dos estados de coisas ". Este estudo de referência e predicação produz uma compreensão de um aspecto do significado das expressões, seu "significado semântico" e a subdisciplina da lingüística dedicada ao estudo desse tipo de significado lingüístico é [semântico.:14–15
No entanto, os signos lingüísticos em contextos de uso cumprem outras funções além da referência e predicação puras - embora muitas vezes o façam simultaneamente, como se os signos estivessem funcionando em várias modalidades semióticas analiticamente distintas ao mesmo tempo. Na literatura filosófica, os exemplos mais amplamente discutidos são aqueles identificados por John Langshaw Austin como as funções da fala, por exemplo, quando um interlocutor diz a um destinatário: "Aposto que seis centavos choverá amanhã" e, assim sendo, além de simplesmente fazer uma proposição sobre um estado de coisas, na verdade, entra num tipo de acordo socialmente constituído com o destinatário, uma aposta]]. Assim, conclui Silverstein, "o problema estabelecido para nós quando consideramos que os usos mais amplos da linguagem é descrever o significado total dos signos lingüísticos constituintes, dos quais apenas parte é semântica". Esse estudo mais amplo dos signos lingüísticos em relação às suas funções comunicativas gerais é pragmático, e esses aspectos mais amplos do significado das expressões têm "significado pragmático". (Desse ponto de vista, o significado semântico é uma subcategoria especial do significado pragmático, aquele aspecto do significado que contribui para a função comunicativa de pura referência e predicação).:193
Silverstein introduz alguns componentes da teoria semiótica de Charles Sanders Peirce como base de uma pragmática que, ao invés de assumir que referência e predicação são as funções comunicativas essenciais da linguagem, com outras funções não referenciais sendo meros adendos, em vez disso, tenta capturar o significado total dos signos linguísticos em termos de todas as suas funções comunicativas. Nesta perspectiva, a categoria Peirceana de indexicalidade acaba por "dar a chave para a descrição pragmática da linguagem”.
Esse arcabouço teórico tornou-se um pressuposto essencial do trabalho em toda a disciplina nos anos 80 e permanece assim no presente.

### Adaptação da semiótica peirciana
O conceito de indexicalidade tem sido bastante elaborado na literatura da antropologia linguística desde sua introdução por Silverstein, mas o próprio Silverstein adotou o termo a partir dos elementos semióticos e classes de signos, teoria dos fenômenos de sinais, ou semiótica, de Charles Sanders Peirce. Como implicação de sua teoria metafísica geral das três categorias universais, Peirce propôs um modelo do signo como uma relação tríadica: um signo é "algo que representa alguém para algo em algum sentido ou capacidade." Thus, more technically, a sign consists of
- Um veículo-signo ou  representarmen , o fenômeno perceptível que representa, de forma audível, visível ou em alguma outra modalidade sensorial;[8]:"Representamen"
- Um objeto, a entidade de qualquer tipo, com qualquer status modal (experienciável, potencial, imaginário, semelhante a lei etc.), representado pelo signo;[8]:"Object"
- Um "interpretante", a "idéia na mente" do indivíduo que percebe, que interpreta o veículo-sinal  como representando o objeto.[8]:"Interpretant"

Peirce propôs ainda classificar os fenômenos de signos em três dimensões diferentes por meio de elementos semióticos e classes de signos (três tricotomias], o segundo dos quais classifica signos em três categorias, de acordo com a natureza da relação entre os signos. veículo-sinal e o objeto que ele representa. Conforme explicado por Silverstein, estes são:
- Ícone: signo em que "as propriedades perceptíveis do próprio veículo de sinalização têm isomorfismo (até se identificar com) as da entidade sinalizada. Ou seja, as entidades são 'semelhanças' em algum sentido."[5]:27
- Índice: um sinal no qual "a ocorrência de um senha de veículo de sinalização tem uma conexão de contiguidade espaço-temporal compreendida com a ocorrência da entidade sinalizada. Ou seja, a presença de alguma entidade é percebida como sinalizada no contexto da comunicação que incorpora o veículo de sinalização."[5]:27
- Símbolo : a classe residual, um signo que não está relacionado ao seu objeto em virtude de ter alguma semelhança qualitativa com ele, nem em virtude de coexistir com ele em algum contexto contextual. Estes "formam a classe dos sinais 'arbitrários' 'tradicionalmente falados como o tipo fundamental de entidade linguística. O veículo e a entidade sinalizados são relacionados através da ligação de um significado semântico-referencial que permite que eles sejam usados para se referir a qualquer membro de uma classe ou categoria inteira de entidades.

Silverstein observa que vários sinais podem compartilhar o mesmo veículo de sinalização. Por exemplo, como mencionado, os signos lingüísticos como tradicionalmente entendidos são símbolos e analisados em termos de sua contribuição para a referência e predicação, uma vez que denotam arbitrariamente toda uma classe de possíveis objetos de referência em virtude de seus significados semânticos. Mas, em um sentido trivial, cada símbolo de sinal linguístico (palavra ou expressão falada em um contexto real de uso) também funciona iconicamente, uma vez que é um ícone de seu tipo no código (gramática) do idioma. Ele também funciona indexicamente, indexando seu tipo de símbolo, pois seu uso no contexto pressupõe que esse tipo exista na gramática semântico-referencial em uso na situação comunicativa (a gramática é entendida como um elemento do contexto da comunicação)
Portanto, ícone, índice e símbolo não são categorias mutuamente exclusivas - de fato, argumenta Silverstein, eles devem ser entendidos como modos distintos de função semiótica, que podem ser sobrepostos em um único veículo de sinalização. Isso implica que um veículo de sinalização possa funcionar em vários modos semióticos simultaneamente. Essa observação é a chave para entender as deixis, tradicionalmente um problema difícil para a teoria semântica.

### Indexicalidade referencial
Na antropologia lingüística, deixis é definida como indexicalidade referencial]] - isto é, morfemas ou sequências de morfemas, geralmente organizados em conjuntos de temas paradigmas fechados, com função de individualizar ou destacar objetos de referência ou endereços em termos de sua relação com o contexto interativo atual no qual a declaração ocorre.
.".:46–47 Expressões 'deíticas' são, portanto, distinguidas, por um lado, de categorias denotacionais padrão, como substantivos comuns, que potencialmente se referem a qualquer membro de toda uma classe ou categoria de entidades: elas exibem significados referenciais puramente semânticos e, na terminologia peirceana, são conhecidos como símbolos. Por outro lado, a dêixis é distinguida como uma subclasse específica de indexicalidade em geral, que pode não ser referencial ou totalmente não lingüística
Na terminologia mais antiga de Otto Jespersen e Roman Jakobson, essas formas eram chamadas de shifters. Silverstein, introduzindo a terminologia de Peirce, foi possível defini-las mais especificamente como índices referenciais.

### Indexicalidade não referencial
Índices não referenciais ou índices "puros" ainda não contribuem para o valor referencial semântico de um evento de fala "sinalizam algum valor específico de uma ou mais variáveis contextuais". Os índices não referenciais codificam certos elementos metapragmáticos do contexto de um evento de fala por meio de variações linguísticas. O grau de variação nos índices não referenciais é considerável e serve para infundir o evento de fala com, às vezes, vários níveis de significado pragmático". Destacam-se: índices de sexo / gênero, índices de deferência (incluindo o índice tabu afinal), índices afetar, bem como os fenômenos de fonológico hipercorreção e social indexicalidade de identidade.
Exemplos de formas não referenciais de indexicalidade incluem sexo/gênero, afeto, deferência, classe social e índices de identidade social. Muitos estudiosos, principalmente Silverstein, argumentam que ocorrências de indexicalidade não referencial implicam não apenas a variabilidade dependente do contexto do evento de fala, mas também formas cada vez mais sutis de significado indexical (primeiro, segundo e superior)  pedidas) também.

#### Índices de sexo / gênero
Um sistema comum de indexicalidade não referencial são os índices de sexo / gênero. Esses índices indexam o gênero ou status social "feminino / masculino" do interlocutor. Existem inúmeras variantes linguísticas que atuam para indexar sexo e gênero, como:
- partículas da palavra final ou da frase final: muitas línguas empregam sufixos (‘a, o) das partículas da palavra final para indexar o gênero do falante. Essas partículas variam de alterações fonológicas como a explorada por William Labov em seu trabalho pós-vocal /r/ emprego em palavras que tinham na palavra final "r" (que é reivindicada, entre outras coisas, para indexar o status social "feminino" em virtude do fato estatístico de que as mulheres tendem a hiper-corrigir sua fala com mais frequência do que os homens);[13] sufixo de fonemas únicos, como / -s / em idiomas muskogeanos do sudeste dos Estados Unidos;[5] ou sufixo de partícula (como o uso final da sentença japonesa de  -wa  com entonação crescente para indicam afeto crescente e, via indexicalidade de segunda ordem, o sexo do falante (neste caso, o sexo feminino)[13]
- mecanismos morfológicos e fonológicos : como em Yana, uma língua em que uma forma de todas as principais palavras é falada por homem sociológico a homem sociológico e outra forma (que é construída em torno de alterações fonológicas em formas de palavras) é usado para todas as outras combinações de interlocutores; ou o prefixo japonês – de aposição de o - para indicar polidez e, conseqüentemente, identidade social feminina.[14]

Muitas instâncias de índices de sexo / gênero incorporam vários níveis de indexicalidade (também denominada ordem indexical). formas indexicais complexas de ordem superior. Neste exemplo, a primeira ordem indexa a polidez e a segunda ordem indexa a afiliação com uma determinada classe de gênero. Argumenta-se que existe um nível ainda mais alto de ordem indexical evidenciado pelo fato de que muitos empregos usam o prefixo 'o-' para atrair candidatos. Essa noção de indexicalidade de ordem superior é semelhante à discussão de Silverstein sobre "conversa sobre vinhos", na medida em que indexa "uma identidade por consumo visível aqui, 'emprego' ']" que é inerente a um certo registro social (isto é, indexicalidade social de gênero).

#### Índices de deferência
Os índices de deferência codificam a deferência de um interlocutor para outro (geralmente representando desigualdades de status, hierarquia, idade, sexo, etc.). Alguns exemplos de índices de deferência são:

##### Deferência T / V
O sistema de de deferência T / V]] das línguas europeias foi famoso por detalhes pelos linguistas Brown e Gilman.  Como mencionado anteriormente, o direito de deferência T / V é um sistema pelo qual um evento de fala de orador / destinatário é determinado por disparidades percebidas de 'poder' e 'solidariedade' entre interlocutores. Brown e Gilman organizaram os possíveis relacionamentos entre o orador e o destinatário em seis categorias:
1. Superior e solidário
2. Superior e não solidário
3. Igual e solidário
4. Igual e não solidário
5. Inferior e solidário
6. Inferior e não solidário

A 'semântica de poder' indica que o falante em uma posição superior usa T e o falante em uma posição inferior usa V. A 'semântica de solidariedade' indica que os falantes usam T para relacionamentos próximos e V para relacionamentos mais formais. Esses dois princípios entram em conflito nas categorias 2 e 5, permitindo T ou V nesses casos:
1. Superior e solidário: T
2. Superior e não solidário: T / V
3. Igual e solidário: T
4. Igual e não solidário: V
5. Inferior e solidário: T / V
6. Inferior e não solidário: V

Brown e Gilman observaram que, à medida que a semântica solidária se torna mais importante do que a semântica de poder em várias culturas, a proporção de T para V usada nas duas categorias ambíguas muda de acordo.
Silverstein comenta que, embora exibindo um nível básico de indexicalidade de primeira ordem, o sistema T / V também emprega indexicalidade de segunda ordem em relação à 'honorificação registrada'. Ele cita que a forma V também pode funcionar como um índice de registro "público" valioso e os padrões de bom comportamento decorrentes do uso de formas V sobre formas T em contextos públicos. Portanto, as pessoas usarão deferência T / V vinculação em 1) um sentido indexado de primeira ordem que distingue entre valores interpessoais de 'poder' e 'solidariedade' de interlocutor / destinatário e 2) um sentido indexado de segunda ordem que indexa a "honra" ou mérito social inerente de um interlocutor ao empregar formas V sobre formas T em contextos públicos.

#### índice de afeto
O significado afetivo é visto como "a codificação ou indexação das emoções dos falantes em eventos de fala”. O interlocutor do evento "decodifica" essas mensagens verbais do afeto, dando "precedência à intencionalidade"; isto é, assumindo que a forma afetiva indexa intencionalmente o significado emocional.
Alguns exemplos de formas afetivas são: diminutivos (por exemplo, afixos diminutos em línguas indo-européias e em [[línguas ameríndias indicam simpatia, carinho, proximidade emocional ou mesmo antipatia, condescendência e distância emocional; ideophones e onomatopeias; entonação mutante (comum em idiomas de tom); termos de respeito, de parentesco e pronomes que geralmente exibem dimensões afetivas claras (variando desde sistemas complexos de formas de dirigir-se a alguém ncontrados em idiomas como língua javanesa e até inversões de termos vocativos de parentesco encontrados na Itália rural); Formas afetivas são um meio pelo qual um falante marca estados emocionais através de diferentes mecanismos lingüísticos. Esses índices se tornam importantes quando aplicados a outras formas de indexicalidade não referencial, como os índices de sexo e de identidade social, devido à relação inata entre a indexicalidade de primeira ordem e as subseqüentes formas indexadas de segunda ordem.

##### honoríficos japoneses
O japonês fornece um excelente estudo de caso de honoríficos. Os honoríficos em japonês podem ser divididos em duas categorias: honoríficos do destinatário, que indexam deferência ao destinatário do enunciado; e honoríficos referentes, que indexam deferência ao referente ao enunciado. Cynthia Dunn afirma que "quase todas as expressões em japonês exigem uma escolha entre as formas diretas e distais do predicado." A forma direta indexa intimidade e "auto-expressão espontânea" em contextos envolvendo familiares e amigos íntimos. Ao contrário, a forma distal indexa contextos sociais de natureza pública mais formal, como conhecidos distantes, ambientes de negócios ou outros ambientes formais.
O japonês também contém um conjunto de formas humildes (kenjōgo  japonês ) que são empregadas pelo falante para indexar sua deferência a outra pessoa. Também existem formas suplementaresque podem ser usadas no lugar de finais honoríficos regulares (por exemplo, a forma honorífica do sujeito de em Nihongo (japonês para comer 食 べ る  - taberu: meshiagaru 召 し 上 が). Nos verbos que envolvem sujeitos humanos deve-se escolher entre as formas "distancial" ou "direta" (em relação ao destinatário), bem como distinguir entre não usar honoríficos referentes, usar honorários sujeitos (para outros) ou usar forma humilde (para si mesmo). O modelo japonês de indexicalidade não referencial demonstra um sistema muito sutil e complicado que codifica o contexto social em quase todas as expressões.

##### Tabu de afins
Em [[língua dyirbal] Dyirbal]], um idioma dos aborígenes da floresta tropical de Cairns na Região norte de Queensland, Austrália, emprega um sistema conhecido como índices do tabu de afins. Os falantes da língua mantêm dois conjuntos de itens lexicais: 1) um conjunto de itens lexicais "cotidiano" ou de interação comum e 2) um conjunto de "sogra" que é empregado quando o falante está no contexto muito distinto de interação com a sogra. Nesse sistema específico de índices de deferência, os falantes desenvolveram um léxico totalmente separado (há cerc de quatro entradas lexicais "cotidianas" para cada entrada lexical de "sogra" (4: 1) para indexar a deferência em contextos que incluam a sogra.

#### Ultracorreção de classe social
A ultracorreção é definida por Wolfram como "o uso da forma de fala com base em analogia falsa". DeCamp define ultracorreção de uma maneira mais precisa, alegando que "a ultracorreção é uma analogia incorreta com uma forma em um dialeto de prestígio  que o falante dominou imperfeitamente."  Muitos estudiosos argumentam que a ultracorreção é um índice de "classe social" e um "Índice de insegurança linguística". Este último índice pode ser definido como as tentativas de auto-correção do interlocutor em áreas de insuficiências linguísticas percebidas, denotando sua menor posição social e uma mobilidade social mínima.
Donald Winford fez um estudo que mediu a hipercorreção fonológica na criouolização de falantes de inglês em Trinidad. Ele observa que a capacidade de usar normas de prestígio anda "de mãos dadas" com o conhecimento de estigmatização que é permitido no uso de variantes fonológicas "inferiores". Ele concluiu que indivíduos sociologicamente "inferiores" tentariam aumentar a frequência de certas vogais que eram mais freqüentes no dialeto de alto prestígio, mas acabaram usando essas vogais ainda mais do que eram usadas no dialeto alvo. Essa ultracorreção de vogais é um exemplo de indexicalidade não referencial que, porém, indexa, em virtude de impulsos inatos, forçando civis de classe baixa a variantes fonológicas ultracorretas, além da classe social real do falante. Como afirma Silverstein, isso também transmite um "Índice de insegurança linguística" no qual um falante não apenas indexa sua classe social real (via indexicalidade de primeira ordem), mas também as inseguranças sobre restrições de classe e efeitos linguísticos subsequentes que estimulam a ultracorreção em primeiro lugar (uma incidência de indexicalidade de segunda ordem).
William Labov e muitos outros também estudaram como a ultracorreção em Inglês Americano Americano Vernacular demonstra uma indexicalidade não referencial de classe social semelhante.

#### Múltiplos índices na indexicalidade social
Vários índices não referenciais podem ser empregados para indexar a identidade social de um falante. Um exemplo de como vários índices podem constituir identidade social é exemplificado pela discussão de Ochs sobre a exclusão do verbo de ligação: "That Bad" no inglês americano pode indexar um falante como criança, estrangeiro, paciente de médico ou pessoa idosa. O uso de vários índices não referenciais de uma só vez (por exemplo, exclusão do verbo de ligação e aumento da entonação) ajuda a indexar ainda mais a identidade social do falante como a de uma criança.
Os índices linguísticos e não linguísticos também são formas importantes de indexação da identidade social. Por exemplo, o enunciado japonês -wa em conjunto com o aumento da entonação (índice de afeto crescente) por uma pessoa que "se parece com uma mulher" e outra que se parece com "um homem" pode indexar diferentes disposições afetivas que, em por sua vez, pode indexar a diferença de gênero. Ochs e Schieffilen também afirmam que características faciais, gestos e outros índices não linguísticos podem realmente ajudar a especificar as informações gerais fornecidas pelas características linguísticas e aumentar o significado pragmático da expressão..

### Ordem indexical
Em grande parte das pesquisas atualmente conduzidas sobre vários fenômenos da indexicalidade não referencial, há um interesse crescente não apenas no que é chamado de indexicalidade de primeira ordem, mas também nos níveis de significado indexado de segunda ordem subsequente e também de "ordem superior". A indexicalidade de primeira ordem pode ser definida como o primeiro nível de significado pragmático extraído de um enunciado. Por exemplo, instâncias de indexação de deferência, como a variação entre "Tu" informal e o "Vous" mais formal em francês indicam uma relação comunicativa de falante / interlocutor baseada nos valores de 'poder' e 'solidariedad ' possuída pelos interlocutores
. Quando um falante se dirige a alguém que usa a forma V em vez da forma T, isso indexa (via indexicalidade de primeira ordem) sua compreensão da necessidade de deferência ao destinatário. Em outras palavras, eles percebem / reconhecem uma incongruência entre seu nível de 'poder' e / ou 'solidariedade' e o de seu interlocutor e empregam uma maneira mais formal de abordar essa pessoa para se adequar às restrições contextuais do evento de fala.
A indexicalidade de segunda ordem preocupa-se com a conexão entre as variáveis linguísticas e os significados metapragmáticos que eles codificam. Por exemplo, uma mulher está andando na rua em Manhattan e pára para perguntar a alguém onde fica um McDonald's. Ele responde a ela falando num pesado sotaque "Brooklyn". Ela percebe esse sotaque e considera um conjunto de possíveis características pessoais que podem ser indexadas por ele (como a cultura do homem, a situação econômica e outros aspectos não linguísticos de sua vida). O poder da linguagem para codificar esses "estereótipos" preconcebidos, baseados apenas em sotaque, é um exemplo de indexicalidade de segunda ordem (representante de um sistema mais complexo e sutil de forma indexada do que o da indexicalidade de primeira ordem).
Michael Silverstein também argumentou que a ordem indexical pode transcender níveis como a indexicalidade de segunda ordem e discute a indexicalidade de ordem superior em termos do que ele chama de "oinoglossia" ou "conversa sobre vinho".ref name=indexicalorder/>

#### Oinoglossia ("wine talk")
Para demonstrações de ordens indexadas mais altas (ou rarefeitas), Michael Silverstein discute as particularidades da "emblematização do estilo de vida" ou "iconicidade indexada dependente da convenção" que, como ele afirma, é prototípico de um fenômeno que denominou como a "conversa sobre vinho" Os críticos profissionais do vinho usam um certo "vocabulário técnico" que é "metafórico dos domínios de prestígio do inglês tradicional cavalheiresco de horticultura." Assim, um certo "jargão" é criado para o vinho, que implica indexicamente em certas noções de classes ou gêneros sociais de prestígio. Quando os "yuppies" usam a linguagem dos sabores de vinho criados por esses críticos no contexto real de beber vinho, Silverstein argumenta que eles se tornam pessoas "bem-educadas e interessantes (sutis, equilibrados, intrigantes, vencedoras etc.)", que é icônica da "maneira de falar" metafórica empregada por pessoas de registros sociais mais elevados, exigindo notoriedade como resultado desse alto nível de conhecimento.  Em outras palavras, o bebedor de vinho se torna um crítico refinado e gentil e, ao fazê-lo, adota um nível semelhante de conhecimento e refinamento social. Silverstein define isso como um exemplo de "autorização" indexada de ordem superior, na qual a ordem indexada dessa "conversa sobre vinho" existe em um "conjunto complexo e interligado de interesses macro-sociológicos institucionalmente formados". Um falante metaforicamente se transfere para a estrutura social do "mundo do vinho", codificada pela 'oinoglossia' dos críticos de elite, usando uma terminologia "técnica" muito particular.
O uso de "conversa sobre vinho" ou "conversa sobre queijos finos", "conversa sobre perfume", "conversa sobre dialética hegeliana", "conversa sobre física de partículas", "conversa sobre seqüenciamento de DNA", "conversa sobre semiótica" etc. confere um indivíduo, um índice de identidade por consumo visível de uma certa identidade de elite macro-sociológica e é, como tal, uma instância de indexicalidade de ordem superior.

## Em filosofia
Trabalho filosófico sobre a linguagem de meados do século XX, como o de J.L. Austin e os filósofos da linguagem comum, forneceu parte da inspiração original para o estudo da indexicalidade e questões relacionadas na pragmática linguística (geralmente sob a rubrica do termo dêixis embora os linguistas tenham se apropriado de conceitos originados no trabalho filosófico para fins de estudo empírico, e não para fins mais estritamente filosóficos.
No entanto, a indexicalidade continua sendo uma questão de interesse para os filósofos que trabalham com a linguagem. Na filosofia [analítica] contemporânea, a forma nominal preferida do termo é indexical (em vez de somente index), definida como "qualquer expressão cujo conteúdo varia de um contexto de uso para outro ... [por exemplo] pronomes como 'eu', 'você', 'ele', 'ela', 'it', 'isto', 'aquilo', além de advérbios como 'agora', 'então', 'hoje' , 'ontem', 'aqui' e 'realmente'. Esse foco exclusivo nas expressões lingüísticas representa uma interpretação mais estrita do que a preferida na antropologia lingüística, que considera a indexicalidade lingüística ('deixis') como uma subcategoria especial da indexicalidade em geral, geralmente não lingüística;
Os indexicais parecem representar uma exceção e, portanto, um desafio para o entendimento da linguagem natural como a codificação gramatical de proposições lógicas; esses "levantam desafios técnicos interessantes para lógicos que procuram fornecer modelos formais de raciocínio correto em linguagem natural." Também são estudados em relação a questões fundamentais em epistemologia, autoconsciência e metafísica, por exemplo, quastionando se fatos indexados são fatos que não seguem o fatos físicos e, portanto, também formam um elo entre a filosofia da linguagem e a filosofia da mente.
O lógico americano David Kaplan é considerado como tendo desenvolvido "até agora a teoria mais influente do significado e da lógica dos índices"..